# Jean-Bernard Mérimée
Pour les articles homonymes, voir Mérimée (homonymie).
Jean-Bernard Mérimée, né le 4 décembre 1936 à Toulouse et mort à Paris le 2 mai 2023, est un diplomate français, ambassadeur de France.

## Carrière
Jean-Bernard Mérimée est titulaire de deux DES de droit à Paris-Assas, diplômé de l'Institut d'études politiques de Paris et de l'École nationale d'administration (promotion Stendhal). 
Il a été notamment en poste à Londres (1966-1972), à Abidjan (1975-1978) et a exercé diverses fonctions à l'administration centrale avant d'être nommé chef de la mission de coopération en Côte d'Ivoire (1975- 1978), puis chef du protocole du Président de la République, Valéry Giscard d'Estaing, et après mai 1981 de son successeur, François Mitterrand.
Il est ensuite nommé ambassadeur en Australie (1982-1985), en Inde (1985-1987) et au Maroc (1987-1991). De 1991 à 1995, il est l'ambassadeur représentant permanent de la France au Conseil de sécurité des Nations unies. Il est nommé ambassadeur en Italie, en remplacement de Jean-Louis Lucet, par décret du 7 septembre 1995. Il est remplacé par Jacques Blot, par décret du 24 juillet 1998.
Il est élevé à la dignité d'ambassadeur de France par décret du 9 avril 1999 et demande sa mise à la retraite anticipée en octobre 1999.
À l'occasion de l'élection présidentielle de 2017, il fait partie des 60 diplomates qui apportent leur soutien à Emmanuel Macron.

## Distinctions honorifiques
Officier de la Légion d'honneur, il reçoit au cours de ses ambassades les distinctions de commandeur de l'ordre du Mérite ivoirien, commandeur de l'ordre du Ouissam alaouite, grand officier de l'ordre du Mérite de la République italienne.
Alors qu'il est chef du protocole, il est nommé commandeur de l'ordre du Christ, grand officier de l'ordre de l'Aigle aztèque (Mexique), commandeur de l'ordre de la Rose blanche (Finlande), commandeur de l'ordre du Mérite de la République fédérale d'Allemagne.

## Jean-Bernard Mérimée et les Nations Unies
Représentant permanent de la France auprès du Conseil de sécurité pendant quatre ans et demi, Jean-Bernard Mérimée a joué un rôle important dans trois situations devant le Conseil de sécurité à cette époque concernant l'Irak, le génocide rwandais et le conflit des Balkans.

### Relations avec l'Irak
En application de la résolution 986 (1995) adoptée à l'unanimité par le Conseil de sécurité de l'ONU le 14 avril 1995, Jean-Bernard Mérimée a été chargé de négocier avec Tarek Aziz, vice-président irakien, le mécanisme instaurant une sorte de troc « Pétrole contre nourriture » qui, d'après les chiffres de l'ONU, aurait sauvé la vie de centaines de milliers de femmes et d'enfants irakiens.

### Rwanda
Jean-Bernard Mérimée, Représentant permanent de la France, propose au vote du Conseil de sécurité la résolution autorisant la France à envoyer des troupes pour sécuriser une partie du territoire rwandais. Ce sera l'« Opération Turquoise ».
Le 5 avril 1994, à la veille du début du génocide, la France est seule au Conseil de sécurité à soutenir explicitement la participation au gouvernement rwandais de transition de la Coalition pour la défense de la République (CDR), un parti extrémiste Hutu appelant ouvertement à l’extermination des Tutsi.

### Balkans
S'agissant de la guerre des Balkans, Jean-Bernard Mérimée, Représentant permanent de la France, vote la résolution imposant pour la première fois des sanctions à la Serbie.
Après qu'il a quitté le Ministère des affaires étrangères français, en octobre 1999, le Secrétaire général de l'ONU Kofi Annan, nomme Jean-Bernard Mérimée  Secrétaire général adjoint chargé des relations entre l'ONU et la Communauté européenne, fonction qu'il a exercée jusqu'en 2003.

## Affaire «Pétrole contre nourriture»
Après avoir quitté la fonction publique (1999), Jean-Bernard Mérimée accepte de devenir conseiller d'Othman Benjelloun, président de la Banque marocaine du commerce extérieur. C'est en cette qualité qu'il se rend à Bagdad pour négocier la dette du gouvernement irakien envers la BMCE, par le moyen d'allocations de pétrole.
Mis en examen et inculpé pour trafic d'influence et corruption de fonctionnaires irakiens, il est relaxé avec ses onze co-prévenus par jugement du tribunal de grande instance de Paris du 28 juillet 2013.